# FAKERS フェイカーズ 4日間で借金を返す法
『フェイカーズ 4日間で借金を返す法』(Fakers) は2004年制作のイギリス映画。現代のロンドンと1911年のイタリアを舞台に、ギャングと芸術が微妙に融合したクライム・コメディー。『タイタス』のマシュー・リース、『ショーン・オブ・ザ・デッド』のケイト・アシュフィールドが主演。

## ストーリー
ニック・エドワーズが、5万ポンドという大金を犯罪組織の残忍なボス、フォスター・ライトから借りてしまったことが事の発端で、ニックはこの大金を4日間のうちに返済しなければならない。ところが、偶然、イタリアの伝説の画家アントニオ・フラチーニの幻の遺作のスケッチを見つける。これで借金が返せると喜んだのもつかの間、実際には1万5千ポンドの価値しかないと判明。そこで、皮肉屋イブ（ケイト・アシュフィールド）と、イヴの弟で抜群の才能を持つナイーブな芸術家トニーの助けを借りて、このスケッチを模写し、5つのギャラリーに1時間以内に売りさばくという一大詐欺をたくらむのだが。。。

## キャスト
- マシュー・リース：ニック・エドワーズ
- ケイト・アシュフィールド：イヴ・エヴァンス
- トム・チェンバース：トニー・エヴァンス
- トニー・ヘイガース：フィル・ノリス
- アート・マリク：フォスター・ライト
- ルーラ・レンスカ：シルビア・クリート